# Igor Ternov
Igor Ternov (în rusă Игорь Михайлович Тернов, n. 11 noiembrie 1921, Moscova, Gubernia Moscova⁠(d), RSFS Rusă – d. 12 aprilie 1996, Moscova, Rusia) a fost un fizician sovietic și rus.  Profesor universitar la Universitatea M.V. Lomonosov din Moscova. Șef de catedră (1977-1989), prorector al Universității Lomonosov (1969-1973), prim-prorector al Universității (1973-1977).

#### Biografie
A participat la cel de al doilea război mondial. 
A absolvit Universitatea M.V. Lomonosov în anul 1951. Discipol al profesorului A.A. Sokolov. Doctor în fizică și matematică (1954). Doctor habilitat în fizică și matematică (1961). Profesor univertsitar (1962). Șef al secției de fizică experimentală și teoretică a facultății de fizică a Universității Lomonosov 1963-1969. Membru PCUS. Secretar al organizației de partid la facultatea de fizică a Universității Lomonosov din Moscova ( 1965- 1969).
- Prorector al Universității din Moscova pentru munca didactică și științifică, 1969-1973. În această postură l-a promovat pe Eugeniu Grebenikov la postul de director al Centrului de calcul al Universității din Moscova
- Prim-prorector al Universității din Moscova, 1973-1977, În această postură l-a cunoscut pe rectorul USM Artem Lazarev
- șef al catedrei de teorie cuantică (1977-1982). În această postură a organizat Conferința unională a șefilor catedrelor de fizică teoretică din Universitățile din URSS, la care a participat și profesorul Iurie Perlin din Chișinău.
- Șef al catedrei de fizică teoretică (1982-1990)

#### Alte funcții
- Membru al Consiiliului de redacție a revistei Izvestia VUZ-ov, Fizika, 1970-1996

#### Activitatea didactică și științifică
Lucrări în domeniul teoriei radiației de  sincrotron. Contribuția principala a lui Ternov in domeniul teoriei radiației sincrotrone este investigarea fenomenului de polarizare a radiației sincrotrone. Coautor al efectului de autopolarizare a fascicolului de electroni în câmp magnetic. Monografia , tradusă în engleză de Pergamon Press s- a bucurat de un interes mare printre specialiști. 
Ternov a fost unul dintre cei mai buni lectori ai cursului de mecanica cuantică la Facultatea de fizică a Universității din Moscova, cursurile sale fiind audiate cu salile pline. In acești ani a colaborat cu profesorul Vladimir Braginsky , care a fost șeful secțiunii de radiofizica,  la elaborarea cursurilor. Pe de altă parte, Braginsky i- a sugerat lui Ternov să atragă atenție sporită eventualității radiației sincrotrone nu doar in câmpurile magnetice a pulsarilor, ci și în cazul găurilor negre. Aceasta l- a impulsionat sa orienteze grupul său de cercetare spre gravitație.

## Monografii publicate
- A. A. Sokolov, I. M. Ternov, Synchrotron Radiation, Elsevier, 1969. ISBN 0-08-012945-5.[6]
- A. A. Sokolov, I. M. Ternov, Synchrotron Radiation from Relativistic Electrons (edited by C. W. Kilmister), American Inst. of Physics, New York, 1986. ISBN 0-88318-507-5.[6]
- I. M. Ternov, V. V. Mikhailin, V. R. Khalilov, Synchrotron Radiation and Its Application, Harwood Acad. Publ., Chur, Switzerland, 1968.[6]
- A. A. Sokolov, I. M. Ternov, and V. Ch. Zhukovskii, Quantum Mechanics, Imported Pubn., 1986. ISBN 0-8285-2967-1.[6]
- Arsenij A. Sokolov and I. M. Ternov (1953). Zh. Eksp. Teor. Fiz. 25: 698. In this work the effect of quantum fluctuations of electron trajectories in accelerators is predicted.
- Sokolov, A. A. (1963). „О поляризационных и спиновых эффектах в теории синхротронного излучения” [Polarization and spin effects in the theory of synchrotron radiation]. Doklady Akademii Nauk SSSR (în Russian). 153 (5): 1052–1053.
- A. A. Sokolov and I. M. Ternov (1964). "On Polarization and Spin Effects in Synchrotron Radiation Theory". Sov. Phys. Dokl. 8: 1203.

## Distincții și medalii
- Ordinul Drapelul roșu de muncă (1971)
- Ordinul Revoluției din Octombrie (1980)
- Ordinul războiului pentru apărarea Patriei(1985)
- Ordinul "Insigna de Onoare"(1976)
- Medalia "Pentru Vitejie"(1944)
- Medalia "Pentru apărarea Caucazului"

## Premii
- Premiul de Stat al URSS (1976) —  în cuplu cu A.A. Sokolov.
- Premiul Consiliului de Miniștri al URSS (1982).
- Premiul M.V. Lomonosov,  gradul I  (1971) — în echipă cu Arseni Sokolov, F.A. Korolev și F.A. Kulikov.
- Premiul Societății naturaliștilor din Moscova, gradul II  (1969).

## Alte distincții
- Medalia de argint EREN URSS (1975).
- Membru al Consiliului Suprem pentru atestare din URSS
- Medalia de aur EREN URSS (1982).
- Medalia de bronz EREN URSS(1980)
- Om de știință emerit al Federației Ruse (1982).
- Profesor emerit al Universității din Moscova (1993).
- Membru deplin al Academiei internaționale a școlii superioare (1993).

#### Fotografii
- Șeful catedrei de teorie cuantică a facultății de fizică a Universității din Moscova, anul 1979

## Discipoli
- Vladislav G. Bagrov
- V.R. Halilov
- V.A. Bordovițîn
- Yu.I. Klimenko
- O.S. Pavlova
- V.N. Rodionov
- G.A. Cijov
- A.I. Studenikin
- V.G. Julego
- A.E. Lobanov
- Alex Gaina